# Сердите (станція)
Серди́те — вантажно-пасажирська залізнична станція Донецької дирекції Донецької залізниці.
Розташована в смт Сердите, Шахтарська міська рада, Донецької області на лінії Торез — Іловайськ між станціями Постникове (8 км) та Орлова Слобода (14 км).
Через військову агресію Росії на сході України транспортне сполучення припинене.